# Kenias Marange
Kenias "Kenny" Marange (ur. 9 października 1964) – zimbabwejski sędzia piłkarski.
Sędzia międzynarodowy FIFA od 1998. Na stałe mieszka w Mutare, gdzie jest zatrudniony przez Koleje Państwowe Zimbabwe na stanowisku głównego technologa.
Trzykrotnie wybrany najlepszym arbitrem swojego kraju (2003, 2006, 2007).
Posiada również uprawnienia do sędziowania meczów koszykówki. W wolnym czasie występuje jako wokalista lokalnych zespołów muzycznych.

## Turnieje międzynarodowe
- Puchar Narodów Afryki (2008)

## Inne
- Pierwszy mecz finału Pucharu Konfederacji CAF w 2007 roku (Club Sportif Sfaxien - Al Marreekh Omdurman 4:2)